# Port-en-Bessin-Huppain
Port-en-Bessin-Huppain er en kommune i Calvados departmentet i Basse-Normandie regionen i det nordvestlige Frankrig.

## Geografi
Port-en-Bessin er en kommune i landskabet Bessin, som ofte blot kaldes "Port" af indbyggerne, der kalder sig "Portais". Den ligger 9 km nord for Bayeux. De to landsbyer Port-en-Bessin og Huppain blev lagt sammen i 1972.
Havnen ligger i en bugt ud mod Den engelske kanal.

## Historie
Havnen, som har eksisteret siden romertiden. Wilhelm Erobreren brugte byens skibsværfter til at bygge den flåde, hvormed han invaderede England i 1066.
Port-en-Bessin blev befriet på D-dag under Operation Overlord. Byen blev terminal for PLUTO olierørledningen fra England, som skulle forsyne de allieredes køretøjer med brændstof. I slutningen af august 1944 var olierørledningen klar.

## Økonomi
Byen har en fiskerihavn. Den styres af Chambre de commerce et d'industrie de Caen. Det er den syvendestørste fiskerihavn i Frankrig og den største i Basse-Normandie. Auktionshallen, en af de mest moderne i Frankrig, omsætter årligt 11.000 tons fisk hvoraf 42 % går til eksport. .
De andre lokale erhverv omfatter:
- havebrug og gartneri
- kvægbrug
- mejeri
- værft

## Seværdigheder og monumenter
På klinten ved indsejlingen til havnen blev der i 1694 bygget la tour Vauban af arkitekten Benjamin de Combes for at værne mod pirater og forhindre englænderne i at invadere.
Kirken Saint André blev bygget mellem 1880 og 1898 af arkitekten Moutier som erstatning for den gamle kirke fra 12. århundrede.
Kirken Saint-Pierre i Huppain, som tilhørte klosteret i Cerisy-la-Forêt stammer fra det 12. og det 13. århundrede.
Kirken Saint-Nicolas i Villiers-sur-Port stammer ligeledes fra det 12. og 13 århundrede, men har ligget som ruin siden det 19. århundrede.
Museet med efterladenskaber fra D-dag indeholder alle slags genstande og køretøjer, som blev fundet ved vandkanten i dagene efter invasionen.

## Film
I filmen Den Længste Dag vises der en sekvens, som beskriver hvorledes franske kommandosoldater nedkæmpede en tysk stilling i Ouistreham. Ved optagelsen brugtes havnen i Port-en-Bessin i stedet.

### Eksterne kilder
- Port-en-Bessin-Huppain på hjemmesiden for l'Institut géographique national (Webside ikke længere tilgængelig) (fransk)
- Notice sur Port-en-Bessin (1894) af L. Aubourg.
- Collège de Port-en-Bessin-Huppain Arkiveret 18. april 2009 hos  Wayback Machine